# Phare d'Eagle Harbor

Le phare d'Eagle Harbor (en anglais : Eagle Harbor Light), est un phare du lac Supérieur situé à Eagle Harbor sur la péninsule de Keweenaw, dans le Comté de Keweenaw, Michigan.
Ce phare est inscrit au Registre national des lieux historiques depuis le 19 juillet 1984 sous le n° 84001745.

## Historique
Le phare se trouve à l'entrée rocheuse du port d'Eagle  et est l'un des nombreux phares qui guident les marins du lac Supérieur à travers la bordure nord de la péninsule de Keweenaw.
Le phare d'origine a été construit en 1851. La structure a pris la forme d'une maison de gardien en moellons avec une tour carrée en bois peint en blanc intégrée à une extrémité du toit. La tour était coiffée d'une lanterne octogonale en bois avec plusieurs vitres et équipée d'un ensemble de Lewis lamp (en) avec réflecteurs. La lumière, se situant à 6,4 m au-dessus des fondations de l'habitation, l'emplacement du bâtiment sur un terrain élevé plaçait le plan focal à 14 m au-dessus du niveau du lac.
Dès 1865, La structure se détériora et a été remplacée en 1871 en utilisant une conception qui avait précédemment été utilisée pour le phare de Chambers Island dans le Wisconsinn, et le phare de McGulpin Point en 1868. Il a ensuite été utilisé pour le phare de White River en 1875 et pour le phare de Sand Island en 1881. La tour octogonale en brique de 3 m de diamètre, avec des murs de 0,3 m d'épaisseur supporte une lanterne en fonte à 10 faces. La lentille de Fresnel de quatrième ordre, maintenant exposée au musée, a été remplacée par une balise maritime DCB-224, en 1968
Le phare était tenu par un gardien en chef et deux gardiens adjoints.
En 1999, le Congrès des États-Unis a transféré la propriété de la station de phare d'Eagle Harbor à la Keweenaw County Historical Society. La Garde côtière continue de faire fonctionner la lumière au sommet de la tour.

### Musée
La Keweenaw County Historical Society exploite le phare en tant que musée, et exploite également d'autres musées sur le site, y compris le Musée maritime dans l'ancien bâtiment des signaux de brume, le Commercial Fishing Museum, le Keweenaw History Museum et une exposition sur le naufrage du 1926 du Ville de Bangor.

## Description
Le phare  est une tour octogonale en brique de 13,5 m de haut, avec une galerie et une lanterne, attenante à un bâtiment de gardien en brique de style gothique normand. Le phare est peint en blanc et le toit de la lanterne est rouge.
Son feu alternatif émet, à une hauteur focale de 18 m, un bref éclat blanc ou rouge de 0.1 seconde par période de 20 secondes. Sa portée est de 25 milles nautiques (environ 46 km) pour le feu blanc, et de 19 milles nautiques (environ 35 km) pour le feu rouge.

## Caractéristiques dufeu maritime
Fréquence : 20 secondes (W-R)
- Lumière : 0.1 seconde
- Obscurité : 9.9 secondes

Identifiant : ARLHS : USA-253 ; USCG :  7-15195 .

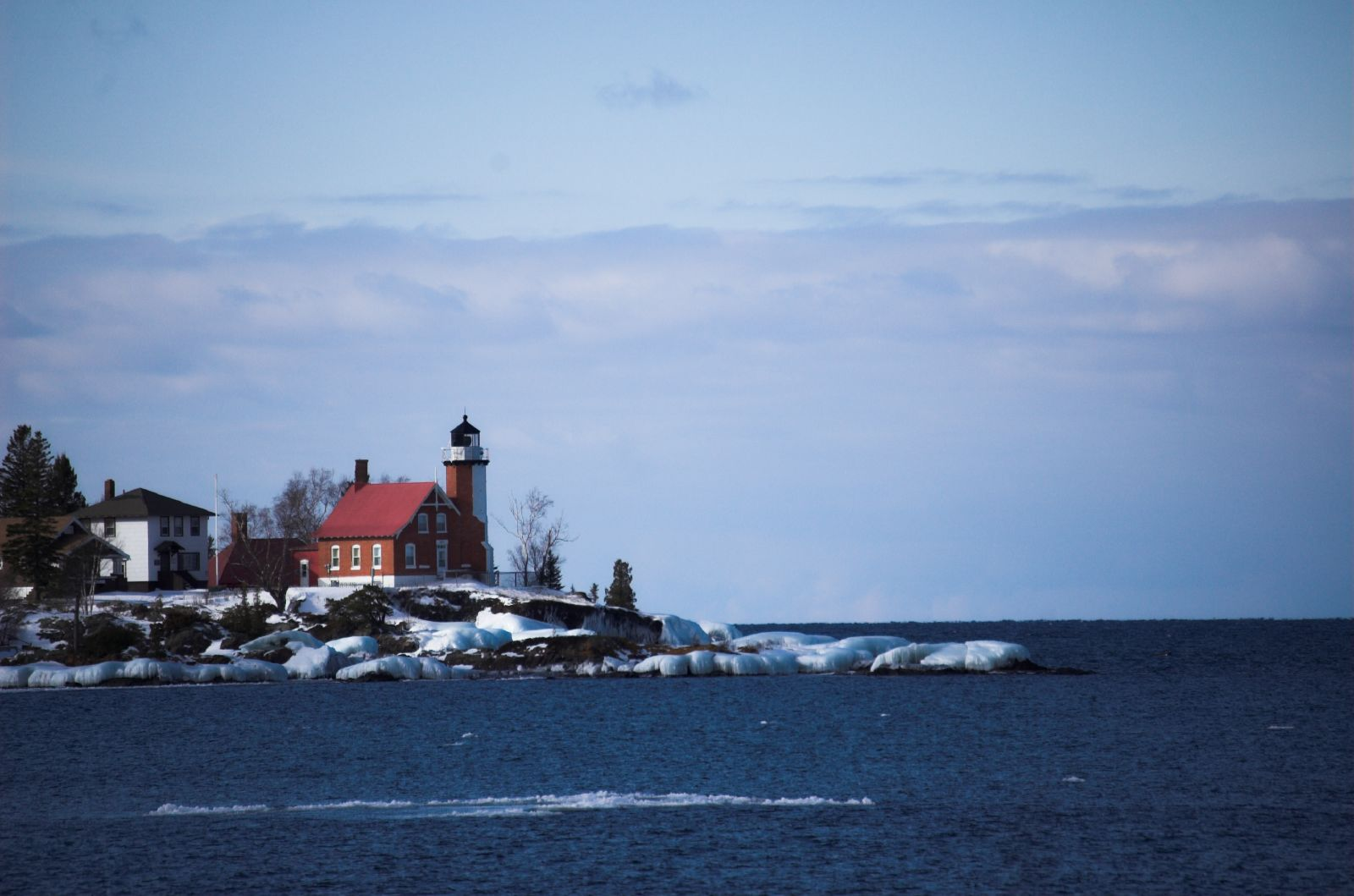
Le phare (photo USCG)
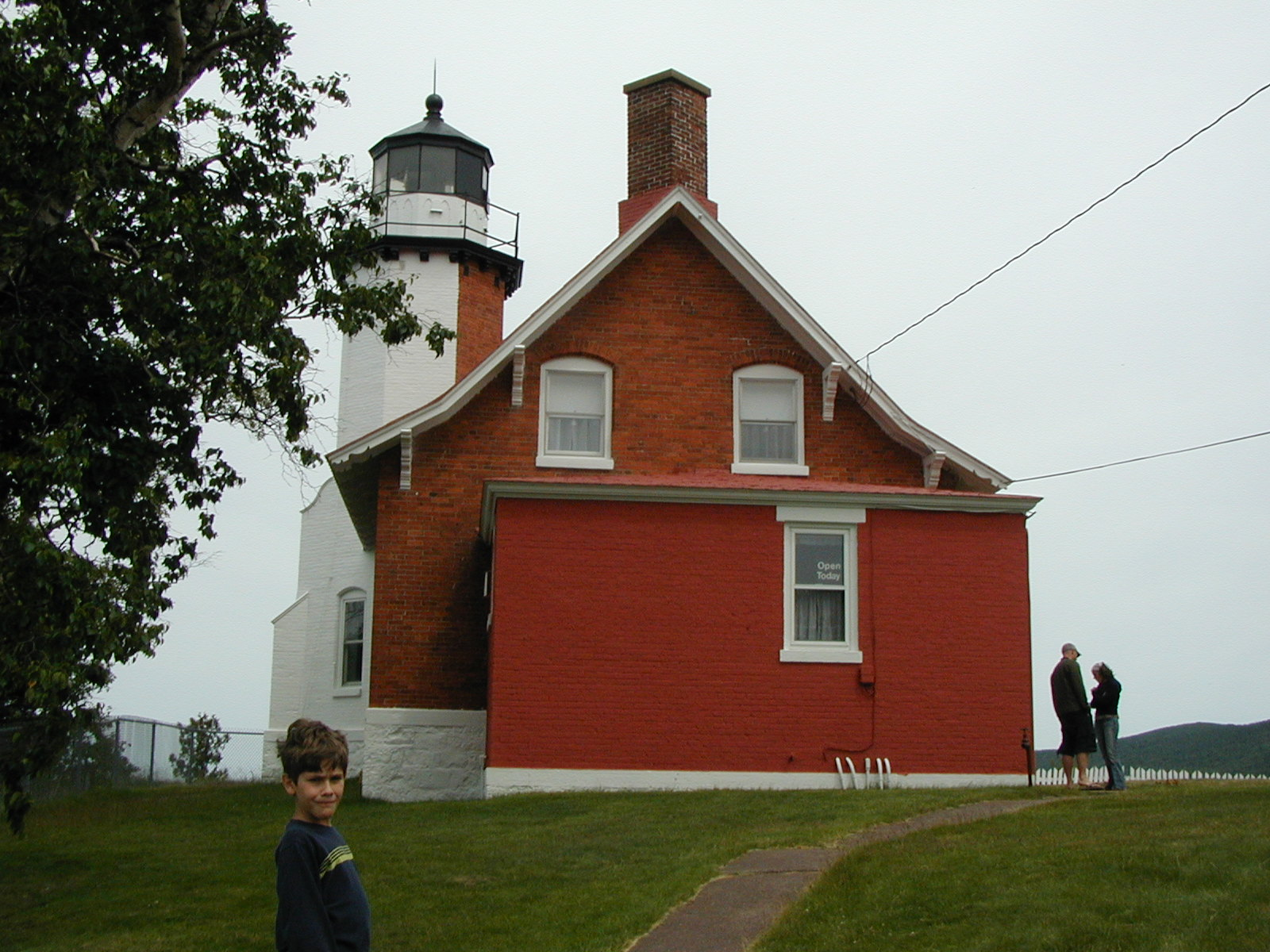
Le phare
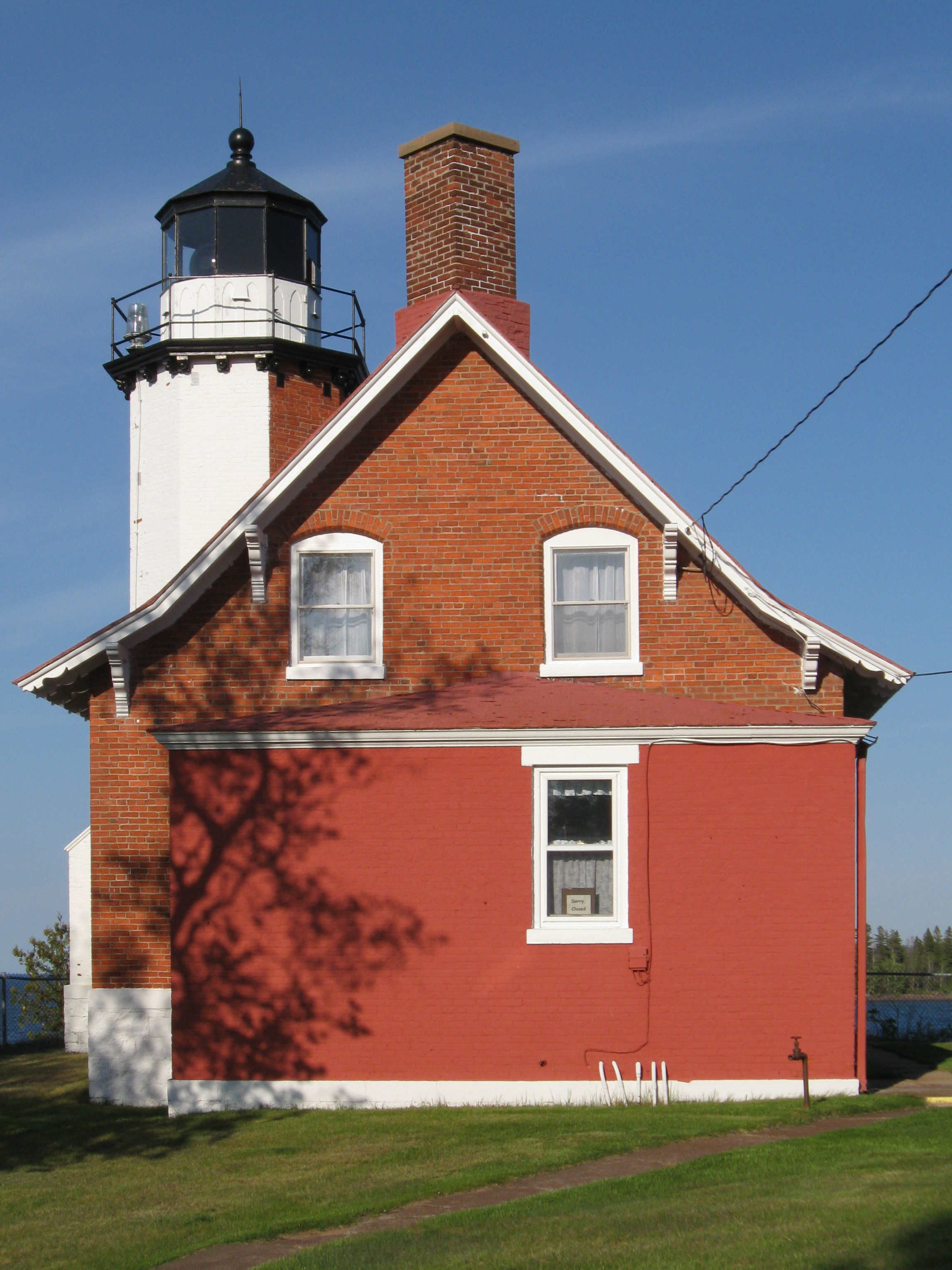
Le phare

### Lien connexe
- Liste des phares au Michigan